# Aszaló
Aszaló är en ort i Ungern.   Den ligger i provinsen Borsod-Abaúj-Zemplén, i den nordöstra delen av landet, 160 km nordost om huvudstaden Budapest. Aszaló ligger 115 meter över havet och antalet invånare är 2 008.

## Historia
Tidigaste omnämnandet av byn i skrift dateras till 1272, då under namnet Ozalou. Dess produktion av druvor och vin, liksom dess hästar och dess biodling var välkända redan på medeltiden. Under tidens lopp har kommunen tillhört grevskapet Borsod och grevskapet Abaúj och flera gånger varit huvudort för något av dessa grevskap. Under andra halvan av 1500-talet hade Aszaló en skola för pojkar och en annan skola för flickor. År 1824 och år 1854 förstörde två bränder stora delar av bebyggelsen, men båda gångerna byggdes den sedan upp igen.

## Terräng
Terrängen runt Aszaló är huvudsakligen platt. Aszaló ligger nere i en dal. Runt Aszaló är det ganska tätbefolkat, med 58 invånare per kvadratkilometer. Närmaste större samhälle är Miskolc, 18,8 km sydväst om Aszaló. Trakten runt Aszaló består till största delen av jordbruksmark.